# Pterolophia nilghirica
Pterolophia nilghirica là một loài bọ cánh cứng trong họ Cerambycidae.